# سينماتك طنجة

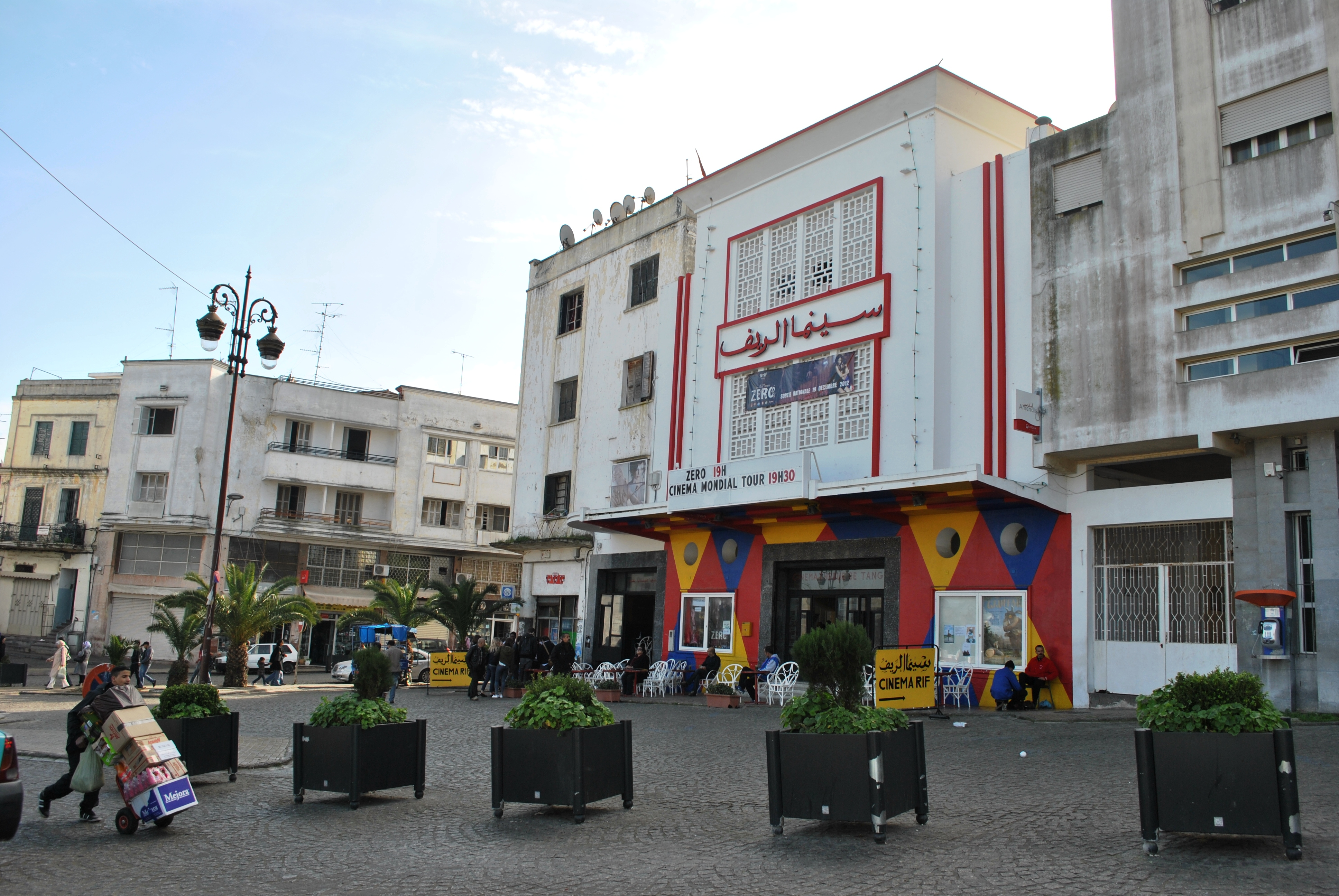
سينماتك طنجة.

سينماتك طنجة هي دار عرض سينمائي لبيت الفن في طنجة شمال المغرب. تأسست على يد الفنان أطو برادة في عام 2006، وتقع داخل مبنى آرت ديكو سينما ريف المرمم في حي القصبة. رئيس البرمجة في الدار هو الفنان سيدو لانساري. من أجل استيعاب المؤسسة السينمائية الجديدة قام المهندس المعماري الفرنسي جان مارك لالو بتجديد سينما الريف الواقعة في الدار، هي أول دار سينما وأرشيف للسينما الفنية في شمال إفريقيا.
تقدم الدار عروض لأفلام معاصرة وكلاسيكية من أكثر من 20 دولة، بالإضافة إلى ورش عمل ودروس رئيسية ومقهى وأرشيف. المؤسسة غير الربحية هي أيضًا شريك مؤسس لشبكة شاشات السينما العربية ومقرها بيروت، وهي عضو في الاتحاد الدولي لأرشيفات الأفلام. السينما المستقلة موثقة في معرض الألبوم متعدد التخصصات: سينماتك طنجة، وهو مشروع لإيطو برادة أقيم في مركز ووكر للفنون في الفترة من 2013-2014.